# Koalitionen till republikens försvar
Koalitionen till republikens försvar, le Coalition pour la Défense de la République (CDR), hutuparti som via Impuzamugambimilisen var aktiv i planerandet och genomförandet av folkmordet i Rwanda 1994. 
CDR-ledarna Hassan Ngeze och Jean-Bosco Barayagwiza dömdes 2003 av Internationella Brottmålsdomstolen till livstids fängelse för folkmord och brott mot mänskligheten.